# Abdul Daffé
Abdul Khadre Daffé (ur. 16 czerwca 1962) – senegalski judoka. Olimpijczyk z Los Angeles 1984, gdzie zajął siódme miejsce w wadze półciężkiej.
Uczestnik Pucharu Świata w 1991 roku.

## Letnie Igrzyska Olimpijskie 1984
| Konkurencja | Eliminacje             | Repasaże              | Repasaże          | Klas. końcowa |
| Konkurencja | 1/32                   | Przeciwnik 1          | Przeciwnik 2      | Miejsce       |
| ----------- | ---------------------- | --------------------- | ----------------- | ------------- |
| 95 kg       | Douglas Vieira (BRA) P | Alberto Rubio (ESP) Z | Juri Fazi (ITA) P | 7.            |